# Calyxochaetus loewi
Calyxochaetus loewi är en tvåvingeart som beskrevs av Octave Parent 1930. Calyxochaetus loewi ingår i släktet Calyxochaetus och familjen styltflugor.
Artens utbredningsområde är Costa Rica. Inga underarter finns listade i Catalogue of Life.